# Jack Blackburn

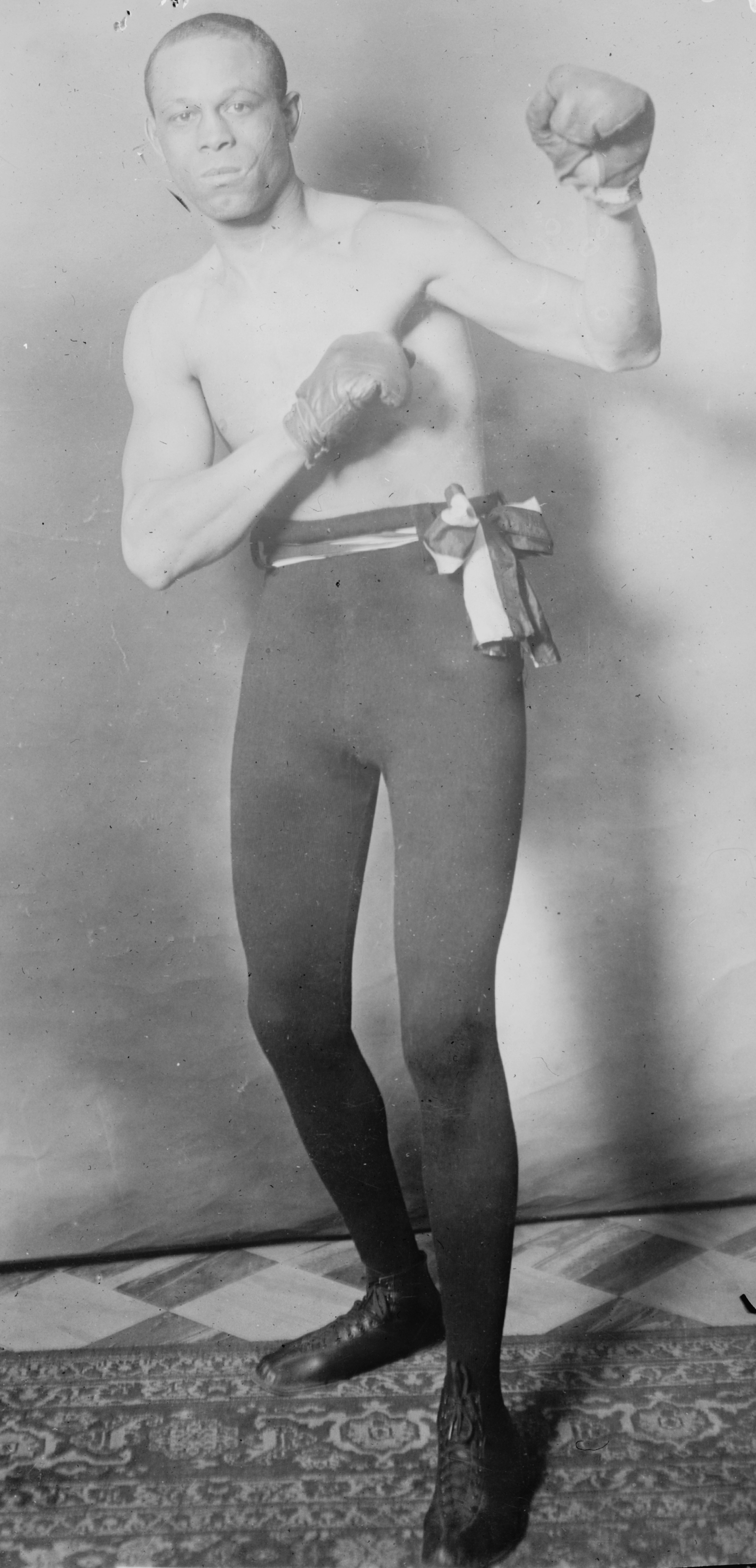
Jack Blackburn

Jack Blackburn (* 20. Mai 1883 in Versailles, Kentucky als Charles Harvey Blackburn; † 24. April 1942 in Chicago, Illinois) war ein US-amerikanischer Boxer im Welter- und Leichtgewicht und einer der besten Boxtrainer überhaupt. Er war der erste Trainer vom Schwergewichtsstar Joe Louis und gleichzeitig auch Louis’ langjähriger Trainer.

## Boxkarriere
Blackburn trat gegen einige der besten seiner Ära an; so zum Beispiel gegen seine Landsleute Joe Gans, Sam Langford und Harry Greb. Er kämpfte oft gegen Boxer, die viel größer und körperlich viel robuster als er waren, darunter sogar Schwergewichtler. Insgesamt absolvierte Charles Harvey Blackburn 385 Kämpfe. Charley Rose bewertete ihn als drittgrößtes Leichtgewicht aller Zeiten.

## Wegen Totschlags verurteilt
Im Jahre 1909 wurde Blackburn wegen Totschlags zu 10 bis 15 Jahren Gefängnis verurteilt. Im Gefängnis gab Blackburn einem Wärter und dessen KinderN Boxunterricht.
Blackburn wurde nach 4 Jahren und 8 Monaten wegen guter Führung vorzeitig entlassen.

## Trainerkarriere
Blackburn äußerte sich zunächst skeptisch gegenüber Louis’ Potenzial und glaubte, dass ein schwarzes Schwergewicht nur wenige Möglichkeiten hätte. Trotzdem stimmte Blackburn zu, Louis zu trainieren. Unter anderem trainierte er auch George Godfrey, Sammy Mandell, Bud Taylor und Jersey Joe Walcott. Auch trainierte er Sailor Friedman für seinen Titelkampf gegen Mickey Walker im Jahr 1925.
Er trainierte Hockbones und Kid Mazza, weshalb er im Zeitungsartikel The Arizona Republic als „Old Hockbones“ bezeichnet wurde.

## Ruhmeshalle
Im Jahre 1992 wurde Blackburn als Trainer in die International Boxing Hall of Fame (IBHOF) aufgenommen.